# Alan Hart (cầu thủ bóng đá)
Alan Hart (sinh ngày 21 tháng 2 năm 1956) là một cầu thủ bóng đá người Anh thi đấu ở Football League, ở vị trí tiền vệ.